# Faches-Thumesnil
Faches-Thumesnil è un comune francese di 17 107 abitanti situato nel dipartimento del Nord nella regione dell'Alta Francia.

## Amministrazione

### Gemellaggi
- Cattolica

## Società

### Evoluzione demografica
Abitanti censiti